# Strikeforce: Melendez vs. Masvidal
Strikeforce: Melendez vs. Masvidal（ストライクフォース：メレンデス・バーサス・マスヴィダル）は、アメリカ合衆国の総合格闘技団体「Strikeforce」の大会の一つ。2011年12月17日、カリフォルニア州サンディエゴのバレービュー・カジノセンターで開催された。

## 大会概要
本大会ではギルバート・メレンデスとホルヘ・マスヴィダルによるStrikeforce世界ライト級タイトルマッチが組まれた。

## 試合結果
第6試合 ライト級ワンマッチ 5分3R
○  KJ・ヌーンズ vs.  ビリー・エヴァンゲリスタ ×
3R終了 判定3-0
第7試合 ライトヘビー級ワンマッチ 5分3R
○  ゲガール・ムサシ vs.  オヴァンス・サンプレー ×
3R終了 判定3-0
第8試合 Strikeforce女子フェザー級タイトルマッチ 5分5R
○  クリスチャン・サイボーグ vs.  HIROKO ×
1R 0:16 TKO（スタンドパンチ連打）
※サイボーグの薬物検査失格によりノーコンテスト。
第9試合 Strikeforce世界ライト級タイトルマッチ 5分5R
○  ギルバート・メレンデス vs.  ホルヘ・マスヴィダル ×
5R終了 判定3-0
※メレンデスが3度目の防衛に成功。